# Plitvica, Apače
Plitvica este o localitate din comuna Apače, Slovenia, cu o populație de 116 locuitori.